# 奏者番
奏者番（そうじゃばん/そうしゃばん）は江戸幕府および藩の役職の一つである。城中における武家の礼式を管理する。

## 概要
具体的には大名・旗本が将軍に拝謁する際、あるいは在国の大名が献上品を使者に持たせて江戸城に派遣した場合に、その氏名と献上品の内容を確認して将軍に報告し、将軍が下賜を行う際にその伝達にあたった。更に大名の転封などの重大な決定や大名家の不幸に際して上使として派遣されたり、徳川将軍家及び御三家の法要において、将軍が参列できない場合の代参を行うこともあった。また、将軍の御前で元服を行う大名・世子に礼儀作法を教える役目も担った。
幕府では、定員の定めは特にないが20名から30名とされている。通説では慶長8年（1603年）、足利典礼に詳しい室町幕府奉公衆出身の本郷信富の任命を最初とするが、それ以前に求める異説もある。後に譜代大名が就任する役職となり、多くの場合初任の役職となるため大名にとっては出世の登竜門的な役職となっている。また、大名・旗本と将軍との連絡役となるため、大目付・目付と並ぶ枢要な役職でもあった。奏者番の内4名は寺社奉行を兼任する（万治元年（1658年）以後）。詰衆からの登用が多く、江戸城内の詰席は芙蓉の間であった。
元禄4年（1691年）には畠山基玄が大名でないのに登用されたが、これは室町幕府管領家の出自を将軍家綱吉が尊んだことによる特例である。文久2年（1862年）閏8月、江戸幕府の文久の改革により廃止されたが、翌年10月に復活している。

## 諸藩の奏者番
諸藩においても奏者番または奏者役を設置する藩が存在した。ただし、越後長岡藩のように奏者番から取次に役職名を改称した事例や仙台藩のように奏者役を申次に改名した事例もある。戸田氏時代の大垣藩の奏者番は藩主直轄で人員は8から13人だったとする。